# Ian Wells
Ian Michael Wells (27 de octubre de 1964 – 19 de enero de 2013) fue un futbolista profesional inglés que jugaba en la demarcación de delantero.

## Carrera
Wells marcó 19 goles en 71 apariciones en todas las competiciones para el Hereford United desde 1985 hasta 1987. 51 de esas apariciones fueron en la Football League. También jugó en la "no-liga" de fútbol para Harrisons y Wednesfield.
El partido más importante de su carrera fue contra el Arsenal en la copa de la Liga de Inglaterra en 1985, partido en el cual marcó el gol de la victoria.

## Vida posterior y muerte
Wells falleció el 19 de enero de 2013 a la edad de 48 años. Tenía dos hijos.

## Clubes
| Club            | País       | Año         | Partidos | Goles |
| --------------- | ---------- | ----------- | -------- | ----- |
| Hereford United | Inglaterra | 1985 - 1987 | 71       | 19    |